# Terres-de-Haute-Charente
Terres-de-Haute-Charente ist eine französische Gemeinde mit 3.790 Einwohnern (Stand 1. Januar 2022) im Département Charente in der Region Nouvelle-Aquitaine. Sie gehört zum Arrondissement Confolens und zu den Kantonen Charente-Bonnieure und Charente-Vienne. 
Sie entstand als Commune nouvelle mit Wirkung vom 1. Januar 2019 durch die Zusammenlegung die bisherigen Gemeinden Roumazières-Loubert, Genouillac, Mazières, La Péruse und Suris, die in der neuen Gemeinde den Status einer Commune déléguée besitzen. Der Verwaltungssitz befindet sich im Ort Roumazières-Loubert.

## Gliederung
| Ortsteil                                | ehemaliger INSEE-Code | Fläche (km²) | Einwohnerzahl zum 1. Januar 2022 |
| --------------------------------------- | --------------------- | ------------ | -------------------------------- |
| Genouillac                              | 16149                 | 14,59        | .0614                            |
| Roumazières-Loubert (Verwaltungssitz)00 | 16192                 | 46,59        | 2.368                            |
| Mazières                                | 16214                 | 05,87        | .090                             |
| La Péruse                               | 16259                 | 08,52        | .0483                            |
| Suris                                   | 16376                 | 11,08        | .0235                            |

## Lage
Nachbargemeinden sind Saint-Claud und Saint-Laurent-de-Céris im Nordwesten, Ambernac im Norden, Manot im Nordosten, Exideuil-sur-Vienne im Osten, Saint-Quentin-sur-Charente und Lésignac-Durand im Südosten, Cherves-Châtelars im Süden, Suaux im Südwesten und Nieuil im Westen.